# Ika (Opatija)
Pour les articles homonymes, voir Ika.
Ika est une localité de Croatie située dans la municipalité d'Opatija et dans le comitat de Primorje-Gorski Kotar. En 2001, la localité comptait 474 habitants.

## Démographie
| 1948 | 1953 | 1961 | 1971 | 1981 | 1991 | 2001 |
| ---- | ---- | ---- | ---- | ---- | ---- | ---- |
| 180  | 299  | 390  | 412  | 553  | 477  | 474  |